# 欧比尼 (卡尔瓦多斯省)
欧比尼（法語：Aubigny，法語發音：[obiɲi] ⓘ）是法国卡尔瓦多斯省的一个市镇，属于卡昂区。

## 地理
欧比尼（48°55'5"N, 0°12'53"W）面积5.02 平方千米，位于法国诺曼底大区卡爾瓦多斯省，该省份为法国西北部沿海省份，北濒大西洋英吉利海峡，东北与滨海塞纳省以海上边界相接，东临厄尔省，南至奧恩省，西与芒什省接壤。
与欧比尼接壤的市镇（或旧市镇、城区）包括：法萊斯、诺龙拉拜、圣皮埃尔卡尼韦、韦尔桑维尔。

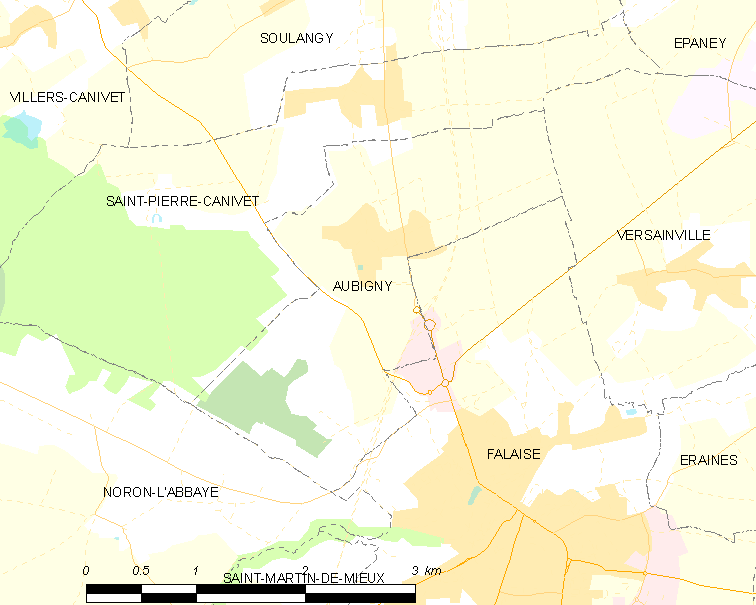
的OSM定位图

欧比尼的时区为UTC+01:00、UTC+02:00（夏令时）。

## 行政
欧比尼的邮政编码为14700，INSEE市镇编码为14025。

## 政治
欧比尼所属的省级选区为法莱斯县。

## 人口

1962-2008年间人口变化图示

欧比尼于2022年1月1日时的人口数量为299人。